# Philip Samuelsson
Philip Bo Samuelsson, född 26 juli 1991, är en amerikansk-svensk professionell ishockeyspelare som spelar för Lehigh Valley Phantoms i AHL.
Han har tidigare spelat på NHL-nivå för Arizona Coyotes och Pittsburgh Penguins och på lägre nivåer för Charlotte Checkers, St. John's Icecaps, Springfield Falcons, Portland Pirates och Wilkes-Barre/Scranton Penguins i AHL, Wheeling Nailers i ECHL, Boston College Eagles i NCAA och Chicago Steel i USHL.
Samuelsson draftades i andra rundan i 2009 års draft av Pittsburgh Penguins som 61:a spelare totalt.
Han skrev på ett PTO-kontrakt (Professional Try Out) med Calgary Flames i september 2018 men tog inte en plats med laget och skrev på ett ettårskontrakt med AHL-laget Lehigh Valley Phantoms den 4 oktober 2018.
Samuelsson skrev på ett tvåårskontrakt för IK Oskarsham inför SHL säsongen 20/21.

## Privatliv
Han är son till den svenska ishockeylegendaren Ulf Samuelsson och bror till Henrik Samuelsson.

## Statistik
| 2006–2007   | PF Changs U18                  |             | 54  | 9  | 31  | 40  | 70  | —  | — | — | —  | —  |
| 2007–2008   | PF Changs U18                  |             | 41  | 8  | 25  | 33  | 48  | —  | — | — | —  | —  |
| 2008–2009   | Chicago Steel                  | USHL        | 54  | 0  | 22  | 22  | 60  | —  | — | — | —  | —  |
|             | U.S. National U18 Team         |             | 13  | 0  | 4   | 4   | 12  | —  | — | — | —  | —  |
| 2009–2010   | Boston College Eagles          | NCAA        | 42  | 1  | 13  | 14  | 36  | —  | — | — | —  | —  |
| 2010–2011   | Boston College Eagles          | NCAA        | 39  | 4  | 12  | 16  | 72  | —  | — | — | —  | —  |
| 2011–2012   | Wilkes-Barre/Scranton Penguins | AHL         | 46  | 1  | 8   | 9   | 26  | 10 | 0 | 1 | 1  | 18 |
|             | Wheeling Nailers               | ECHL        | 5   | 0  | 1   | 1   | 11  | 3  | 1 | 0 | 1  | 0  |
| 2012–2013   | Wilkes-Barre/Scranton Penguins | AHL         | 65  | 2  | 8   | 10  | 70  | 15 | 0 | 2 | 2  | 8  |
| 2013–2014   | Pittsburgh Penguins            | NHL         | 5   | 0  | 0   | 0   | 0   | —  | — | — | —  | —  |
|             | Wilkes-Barre/Scranton Penguins | AHL         | 64  | 3  | 19  | 22  | 66  | 8  | 0 | 1 | 1  | 8  |
| 2014–2015   | Arizona Coyotes                | NHL         | 4   | 0  | 0   | 0   | 0   | —  | — | — | —  | —  |
|             | Wilkes-Barre/Scranton Penguins | AHL         | 22  | 0  | 4   | 4   | 20  | —  | — | — | —  | —  |
|             | Portland Pirates               | AHL         | 51  | 5  | 15  | 20  | 31  | 5  | 1 | 2 | 3  | 4  |
| 2015–2016   | Arizona Coyotes                | NHL         | 4   | 0  | 0   | 0   | 2   | —  | — | — | —  | —  |
|             | Springfield Falcons            | AHL         | 56  | 4  | 27  | 31  | 32  | —  | — | — | —  | —  |
| 2016–2017   | St. John's Icecaps             | AHL         | 40  | 1  | 4   | 5   | 21  | —  | — | — | —  | —  |
|             | Charlotte Checkers             | AHL         | 25  | 3  | 11  | 14  | 14  | 5  | 1 | 1 | 2  | 2  |
| 2017–2018   | Charlotte Checkers             | AHL         | 76  | 4  | 17  | 21  | 48  | 8  | 1 | 2 | 3  | 2  |
| 2018–2019   | Lehigh Valley Phantoms         | AHL         | —   | —  | —   | —   | —   | —  | — | — | —  | —  |
| NHL totalt  | NHL totalt                     | NHL totalt  | 13  | 0  | 0   | 0   | 2   | —  | — | — | —  | —  |
| AHL totalt  | AHL totalt                     | AHL totalt  | 445 | 23 | 113 | 136 | 328 | 51 | 3 | 9 | 12 | 42 |
| NCAA totalt | NCAA totalt                    | NCAA totalt | 81  | 5  | 25  | 30  | 108 | —  | — | — | —  | —  |